# ピアニストを撃て
『ピアニストを撃て』（ピアニストをうて、原題: Tirez sur le pianiste, 英題: Shoot the Piano Player）は、1960年のフランスのクライム・スリラー映画。フランソワ・トリュフォー監督の長編2作目で、出演はシャルル・アズナヴールとマリー・デュボワなど。モノクロ作品。
原作はデイビッド・グーディスの1956年の小説『Down There』で、過去の記憶を捨て、場末のカフェのピアニストとしてひっそり生きる男が、思わぬことから再び波乱に巻き込まれていくさまを軽妙洒脱に描いている。プロットの大筋はアメリカン・ノワールの代表作と目される原作を踏まえてはいるものの、随所にトリュフォーならではの遊びが加えられており、のちにフランス国内でも高い評価を受けることになる原作小説の特異な世界観を忠実に写し取ったものとはなっていない。

## ストーリー
パリのカフェ「マミイ」でピアノを弾くシャルリ・コレールの正体は、かつて世間を賑わせたアルメニア出身の天才ピアニスト、エドゥアール・サローヤンである。彼はかつての妻との間に起こった、ある悲しい出来事が元で、人生にすっかり絶望していた。そんな彼に思いを寄せる店の給仕女レナは、なんとかして彼の心を開かせたいと思っていた。ある日、シャルリの兄でやくざ者のシコが助けを求めてきて、2人は嫌々ながらもギャングの抗争に巻き込まれてしまう。

## キャスト
- エドゥアール・サローヤン/シャルリ・コレール：シャルル・アズナヴール
- レナ：マリー・デュボワ（フランス語版）
- テレサ：ニコル・ベルジェ
- クラリス：ミシェール・メルシエ（フランス語版）
- シコ・サローヤン：アルベール・レミー（フランス語版）
- モモ：クロード・マンサール（フランス語版）
- エルネスト：ダニエル・ブーランジェ
- フィド・サローヤン：リシャール・カナヤン

## 解説
- タイトルの「ピアニストを撃て」は、かつてアメリカの19世紀西部開拓時代の酒場では、貴重な人材であるピアニストを喧嘩騒ぎの殺し合いから保護するために「ピアニストを撃たないでください」と貼り紙がしてあったという逸話から[要出典]。ちなみに、この逸話をヨーロッパに伝えたのはオスカー・ワイルドであることが知られている[注 4]。
- 本来はシンガーソングライターであるアズナヴールの、映画俳優としての代表作でもある[要出典]。役柄のシャルリ同様、アズナヴールもアルメニア系[要出典]。
- 「サローヤン」はトリュフォーの愛読書『空中ブランコに乗った勇敢な若者』の作者ウィリアム・サローヤンから[要出典]。「シャルリ」はチャップリン演じる浮浪者チャーリーのフランスでの愛称「シャルロ」から[要出典]。
- シャルリがベッドの中で乳房をまるだしにしている娼婦に対して「映画ではこうするのさ」と言うシーンは、当時の映画における性の表現の偽善に対するトリュフォー監督の皮肉である[要出典]。実際、この映画以降、ベッドシーンで女性の乳房をシーツで隠す演出が無くなった[要出典]。
- 2人組のギャングの車を追い越すトラックには『カイエ・デュ・シネマ』誌の表紙のポスターが貼られている。
- カフェでのラストシーンは、基本的には原作に即した沈鬱な演出とはなっているものの、原作の「狂気」とも「超現実主義」とも「幻覚的」とも評される表現とはなっていない[注 5]。